# UCI Africa Tour 2012
De UCI Africa Tour 2012 was de achtste editie van de UCI Africa Tour waarin alle belangrijke wielerwedstrijden uit Afrika gebundeld werden.
De Africa Tour 2012 ging van start 29 september 2011 met de eerste etappe van de GP Chantal Biya en eindigde op 11 juni 2012 met de laatste etappe van de Kwita Izina Cycling Tour.

## Uitslagen
| 1 | Yves Ngue Ngock   |
| 2 | David van Eerd    |
| 3 | Alexandre Mercier |
| 4 | Pavol Polievka    |

| 1  | Salfo Bikienga    |
| 2  | Azzedine Lagab    |
| 3  | Abdelmalek Madani |
| 4  | Julien Tomasi     |
| 5  | Azzedine Lagab    |
| 6  | Heinrich Berger   |
| 7  | Youcef Reguigui   |
| 8  | Rasmane Ouedraogo |
| 9  | Bouke Kuiper      |
| 10 | Malween Bodin     |

| 1 | Kiel Reijnen       |
| 2 | Kiel Reijnen       |
| 3 | Kiel Reijnen       |
| 4 | Joey Rosskopf      |
| 5 | Kiel Reijnen       |
| 6 | Guy Smet           |
| 7 | James Tennent      |
| 8 | Joseph Biziyaremye |

| 1 | Damien Tekou Foukou |
| 2 | Issiaka Cissé       |
| 3 | Julien Morin        |
| 4 | Yves Mercier        |
| 5 | Noël Richet         |
| 6 | Andreas Anderegg    |
| 7 | Sébastien Zammit    |
| 8 | Milan Barényi       |

| 1 | Lars Andersson     |
| 2 | Joaquín Sobrino    |
| 3 | Natnael Berhane    |
| 4 | Tesfom Okubamariam |
| 5 | Azzedine Lagab     |

| 1  | Reinardt Janse van Rensburg |
| 2  | x                           |
| 3  | Arran Brown                 |
| 4  | Arran Brown                 |
| 5  | Reinardt Janse van Rensburg |
| 6  | Reinardt Janse van Rensburg |
| 7  | Tarik Chaoufi               |
| 8  | Reinardt Janse van Rensburg |
| 9  | Arran Brown                 |
| 10 | Arran Brown                 |

## Eindstanden
| Rang | Renner                      | Punten |
| ---- | --------------------------- | ------ |
| 1    | Tarik Chaoufi               | 325    |
| 2    | Adil Jelloul                | 243,67 |
| 3    | Reinardt Janse van Rensburg | 206,67 |
| 4    | Azzedine Lagab              | 181,33 |
| 5    | Abdelatif Saadoune          | 168,67 |
| 6    | Natnael Berhane             | 160,67 |
| 7    | Mouhssine Lahsaini          | 140,67 |
| 8    | Yves Ngue Ngock             | 132    |
| 9    | Meron Russom                | 110    |
| 10   | Soufiane Haddi              | 108    |

| Rang | Ploegen                              | Punten |
| ---- | ------------------------------------ | ------ |
| 1    | MTN-Qhubeka                          | 653,58 |
| 2    | Groupement Sportif Pétrolier Algérie | 438,99 |
| 3    | Europcar                             | 230    |
| 4    | Type 1-Sanofi                        | 150    |
| 5    | SP Tableware                         | 105    |
| 6    | Rietumu-Delfin                       | 80     |
| 7    | Continental Team Astana              | 79     |
| 8    | Vélo Club Sovac                      | 74,33  |
| 9    | Dukla Trencin Trek                   | 59     |
| 10   | Konya Torku Seker Spor               | 49     |

| Rang | Land         | Punten   |
| ---- | ------------ | -------- |
| 1    | Marokko      | 1.333,68 |
| 2    | Zuid-Afrika  | 957,01   |
| 3    | Eritrea      | 643,01   |
| 4    | Algerije     | 602,99   |
| 5    | Kameroen     | 207      |
| 6    | Tunesië      | 191      |
| 7    | Rwanda       | 160,68   |
| 8    | Burkina Faso | 141      |
| 9    | Ethiopië     | 42       |
| 10   | Ivoorkust    | 35,68    |

| Rang | Renner | Punten |
| ---- | ------ | ------ |